# Vector de Poynting

Radiación de un dipolo eléctrico vertical en la página que muestra la fuerza del campo eléctrico (color) y el vector de Poynting (flechas) en el plano de la página.

Se denomina vector de Poynting al vector cuyo módulo representa la intensidad instantánea de energía electromagnética que fluye a través de una unidad de área perpendicular a la dirección de propagación de la onda electromagnética, y cuyo sentido es el de propagación. Recibe su nombre del físico inglés John Henry Poynting. Se expresa mediante el símbolo {\displaystyle {\vec {S}}}
El vector de Poynting puede definirse como el producto vectorial del campo eléctrico y el campo magnético, cuyo módulo es la intensidad de la onda:

{\displaystyle {\vec {S}}={\vec {E}}\times {\vec {H}}={\frac {1}{\mu }}{\vec {E}}\times {\vec {B}}}

donde:
- {\displaystyle {\vec {E}}} representa el campo eléctrico
- {\displaystyle {\vec {H}}} la intensidad del campo magnético
- {\displaystyle {\vec {B}}} el campo de inducción magnética
- {\displaystyle \mu } permeabilidad magnética del medio. Su unidad en el SI es (H/m)

Dado que los campos eléctrico y magnético de una onda electromagnética oscilan con la frecuencia de la onda, la magnitud del vector de Poynting cambia en el tiempo. El promedio del vector de Poynting sobre un período muy superior al periodo de la onda es llamado irradiancia, I:

{\displaystyle I=\left\langle S\right\rangle _{T}}

La irradiancia representa el flujo de energía asociado a la radiación electromagnética en la dirección perpendicular a su dirección de propagación.